# Gam Point
Der Gam Point ist eine felsige Landspitze an der Nordküste von King George Island im Archipel der Südlichen Shetlandinseln. Er liegt 3 km südöstlich des False Round Point am Ufer der Venus Bay.
Die Landspitze zählt zu den Objekten, die der schottische Geologe David Ferguson (1857–1936) im Zuge seiner Erkundungsreise (1913–1914) gemeinsam als Esther Islands, Pyritis Islands oder Pyritic Islands benannte. Die von ihm angenommene Insellage des hier beschriebenen Objekts erwies sich jedoch anhand von Luftaufnahmen als Irrtum. Das UK Antarctic Place-Names Committee nahm 1960 die Benennung vor. „Gam“ war der unter Wal- und Robbenjägern gebräuchliche Terminus für ein gemeinsames Treffen untereinander zum Informationsaustausch. Für einen solchen diente häufig der benachbarte Esther Harbour.